# Parpori
Parpori (o Parpondi) fou un estat tributari protegit del tipus zamindari al tahsil de Drug al districte de Raipur a les Províncies Centrals. Tenia una superfície de 83 km² i una població el 1881 de 6.950 habitants repartits en 24 pobles. El sobirà era un gond. La capital era Parpori a 21° 35′ N, 81° 16′ E / 21.583°N,81.267°E